# Skrzynno
Skrzynno [pronunciación en polaco: /ˈskʂɨnnɔ/] Es un pueblo en el distrito administrativo de Gmina Ostrówek, dentro del Distrito de Wieluń, Voivodato de Łódź, en Polonia central. Se encuentra aproximadamente 4 kilómetros al sureste de Ostrówek, 12 kilómetros al noreste de Wieluń, y 77 kilómetros al suroeste de la capital regional, Łódź.
El pueblo tiene una población de 770 habitantes.